# 37. Филмски сусрети у Нишу
37. Филмски сусрети одржани су од 24. августа до 29. августа 2002. године.
Фестивал је отворио републички министар културе Бранислав Лечић.

## Жири
| Састав жирија      |                      |                 |
| председница жирија | Мира Ступица         | Мира Ступица    |
| чланови жирија     | Владица Милосављевић | Наташа Нинковић |

## Програм
| Дан                                                            | Програм |
| -------------------------------------------------------------- | ------- |
| 24. август                                                     |         |
| Свечано отварање                                               |         |
| Мала ноћна музика (Дејан Зечевић)                              |         |
| Апсолутних сто (Срдан Голубовић)                               |         |
| 25. август                                                     |         |
| Један на један (Младен Матичевић)                              |         |
| Она воли Звезду (Марко Маринковић)                             |         |
| Пријемни испит (Драшко Ђуровић)                                |         |
| 26. август                                                     |         |
| Мртав ’ладан (Милорад Милинковић)                              |         |
| Свечана додела награде „Павле Вуисић“                          |         |
| Један на један (Младен Матичевић)                              |         |
| 27. август                                                     |         |
| Држава мртвих (Живојин Павловић)                               |         |
| Т.Т. Синдром (Дејан Зечевић)                                   |         |
| 28. август                                                     |         |
| Зона Замфирова (Здравко Шотра)                                 |         |
| Свечано уручење награде Она и он                               |         |
| Звоњава у глави (Андреј Кошак) гостујући филм ван конкуренције |         |
| 29. август                                                     |         |
| Свечана додела награда                                         |         |
| Затварање фестивала                                            |         |

## Награде
| Награда                                  | Добитник/Добитница   | Улога          | Филм                                |
| ---------------------------------------- | -------------------- | -------------- | ----------------------------------- |
| Гран при Наиса                           | Вук Костић           | Саша и Спасоје | Апсолутних сто и Мала ноћна музика  |
| Царица Теодора                           | Паулина Манов        | Сања и Олга    | Апсолутних сто и Бумеранг           |
| Цар Константин                           | Гордан Кичић         | Цоле и Срба    | Мала ноћна музика и Она воли Звезду |
| Повеља за најбољу женску улогу           | Соња Дамјановић      | Теодора        | Т.Т. Синдром                        |
| Повеља за најбољу мушку улогу            | Феђа Стојановић      | ХаџиТошић      | Т.Т. Синдром                        |
| Награда за најбољу епизодну женску улогу | Милена Дравић        | Госпођа Јефтић | Бумеранг                            |
| Награда за најбољу епизодну мушку улогу  | Власта Велисављевић  | Баба Ната      | Мала ноћна музика                   |
| Награда за најбољег дебитанта            | Катарина Радивојевић | Зона           | Зона Замфирова                      |

- Најбољи натуршчик је Зоран Чича из филма Један на један.

- Глумац фестивала по гласовима публике је Радко Полич из филма Држава мртвих.

- Награда Павле Вуисић за 2002. годину припала је глумцу Бори Тодоровићу.

- Награду за глумачки пар године, Она и он коју додељују ТВ Новости добили су Мина Лазаревић и Војин Ћетковић за улоге у ТВ серији Породично благо.

- Признање Цар Константин Велики за животно дело Миодрагу Петровићу Чкаљи, уручила је Мира Ступица, идејни творац награде.